# Gen ung thư Neuroblastoma RAS
NRAS là một enzyme trong cơ thể người được mã hóa bởi gen NRAS. Nó đã được phát hiện bởi một nhóm nghiên cứu nhỏ hướng dẫn bởi Robin Weiss tại Viện Nghiên cứu Ung thư ở Luân Đôn. Nó là gen RAS thứ ba được phát hiện, và được đặt tên là NRAS, do đặc điểm nằm ở các tế bào u nguyên bào thần kinh.

## Chức năng
N-ras proto-oncogene là một thành viên trong các gen Ras. Nó nằm ở chromosome 1, được hoạt hóa bởi HL60. Gen nằm trong vùng: cen—CD2—NGFB—NRAS—tel.
Hệ gen của động vật có vú bao gồm các gen harvey và kirsten (HRAS và KRAS), một gen giả bất hoạt của mỗi (c-Hras2 và c-Kras1) và gen N-ras. Đáng chú ý, chúng chỉ khác nhau ở amino acid C-terminal 40. Các gen đó có vị trí gắn GTP/GDP và hoạt hóa GTPase, và chức năng bình thường của chúng có thể là điều hòa protein giống G tham gia vào kiểm soát sự phát triển của tế bào.
Gen N-ras có hai chuỗi chính dài 2Kb và 4.3Kb. Sự khác biệt giữa hai chuỗi này nằm ở vị trí một kết thúc của chuỗi 2Kb. Gen N-ras bao gồm bảy exon (-I, I, II, III, IV, V, VI). Chuỗi 2Kb nhỏ hơn chứa exon VIa, và chuỗi 4.3 Kb lớn hơn chứa exon VIb với kích thước dài hơn exon VIa. Cả hai chuỗi đều mã hóa cho protein giống hệt nhau do chúng chỉ khác nhau tại vùng 3' không dịch mã.

## Đột biến
Đột biến làm thay đổi amino acid 12, 13 hay 61 kích thích tiềm năng của N-ras để biến đổi các tế bào nuôi cấy và liên quan đến một loạt loại ung thư ở người ví dụ như u hắc tố.

### Thuốc điều trị đích
Binimetinib (MEK162) đang ở giai đoạn thử nghiệm lâm sàng pha III lâm sàng cho đột biến NRAS Q61 ở u hắc tố.